# احتياطي العملة

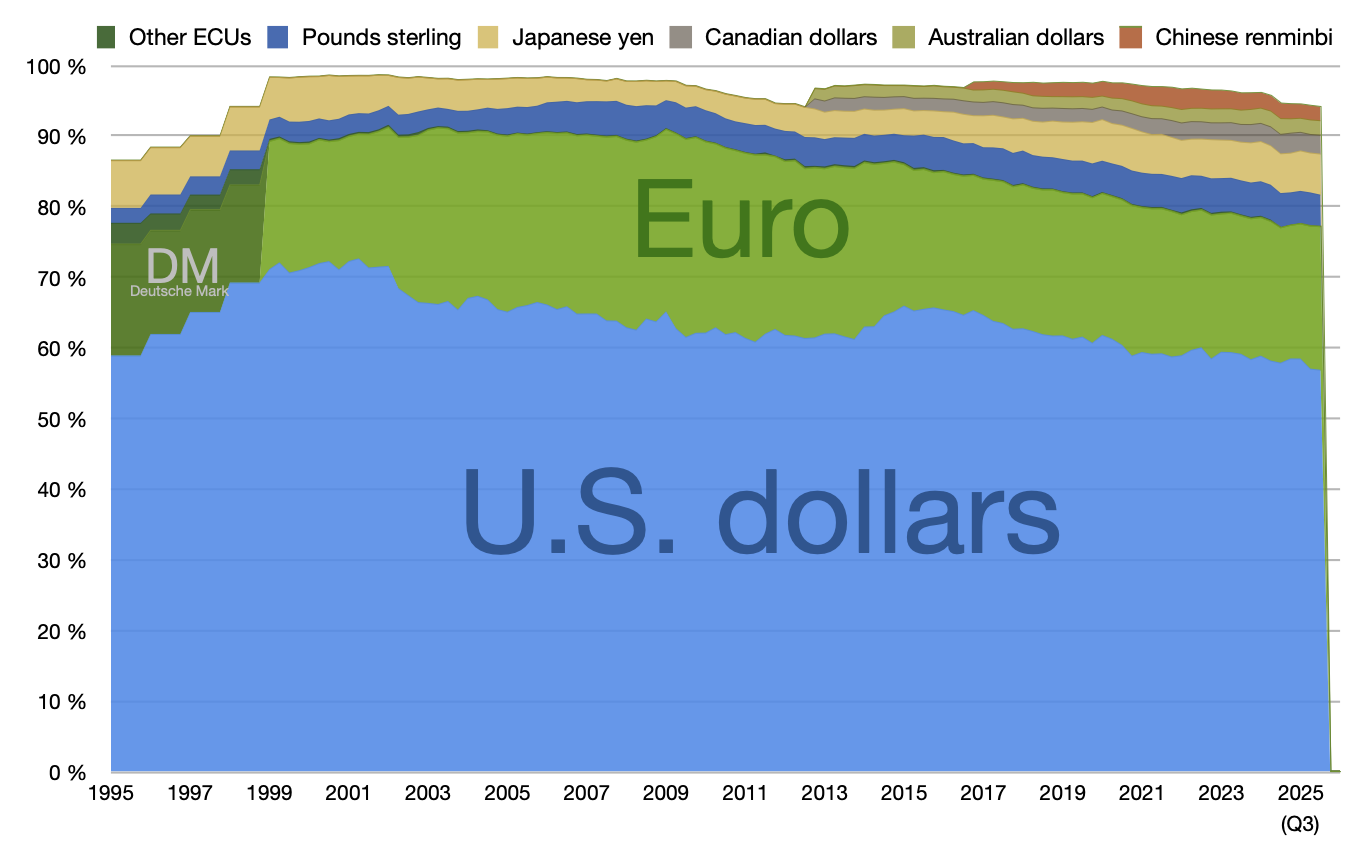

احتياطي العملة هو الكميات النقدية التي يحتفظ بها المصرف أو الدولة لأهداف معينة. ففي بعض الدول يقوم المصرف المركزي بفرض نسبة معينة من الايداعات النقدية الفردية لدى المصارف، وتحتفظ هذه المبالغ في المصرف المركزي باسم الاحتياطي الإجباري، وقد تحتفظ البنوك بمقدار أعلى مما يطلب المصرف المركزي تحت مسمى احتياطي اختياري.
يوجد أيضا نوع آخر من الاحتياطي، وهو احتياطي الدولة من العملات الاجنبية، ويسمى احتياطي النقد الأجنبي. والهدف من الاحتياطي الإجباري هو حماية المودعين عبر الاحتفاظ بجزء من أموالهم لدى الدولة في حال تعرض البنك لأزمة معينة كالسرقة أو الإفلاس.